# Aline Betancourt
Pour les articles homonymes, voir Betancourt.
Aline M. Betancourt est une biochimiste américaine, professeure associée de médecine et de microbiologie à l'université Tulane. Elle travaille sur le développement de thérapies basées sur les cellules souches mésenchymateuses (CSM). Elle est CSO et fondatrice de deux sociétés visant à produire des produits cliniques à l'aide de cette technologie.

## Enfance et formation
Elle est titulaire d'une licence en biochimie de l'université Tulane, d'un doctorat en microbiologie de l'université de Georgetown et effectue un stage postdoctoral au National Institutes of Health-National Cancer Institute. Elle rejoint la faculté de Tulane en 1997. Elle travaille sur les cellules souches mésenchymateuses au cours des deux dernières décennies.

## Recherche
Les recherches d'Aline Betancourt portent sur l'environnement des tumeurs, notamment leurs mécanismes de détection de l'oxygène, les gènes qui régulent les voies de l'oxygène, les protéines de liaison à l'ARN et l'angiogenèse. L'angiogenèse tumorale (formation de nouveaux vaisseaux sanguins) dépend d'un équilibre entre les facteurs angiogéniques dépendants de la tumeur, comme le VEGF (Facteur de croissance de l’endothélium vasculaire). En tirant parti de cette dépendance des cellules tumorales en croissance, elle s'efforce de déclencher l'hypoxie et de contrôler ce processus physiologique normal. Ses publications les plus citées sont les suivantes :
- Waterman RS, Tomchuck SL, Henkle SL, Aline Betancourt AM. Un nouveau paradigme de cellules souches mésenchymateuses (CSM) : polarisation en un phénotype CSM1 pro-inflammatoire ou CSM2 immunosuppressif. PLOS ONE. 2010 Apr 26;5(4):e10088. Selon Google Scholar, il est cité 930 fois[3].
- Bonvillain RW, Danchuk S, Sullivan DE, Aline Betancourt AM, Semon JA, Eagle ME, Mayeux JP, Gregory AN, Wang G, Townley IK, Borg ZD. Un modèle de primate non humain de régénération pulmonaire : décellularisation médiée par détergent et recellularisation initiale in vitro avec des cellules souches mésenchymateuses. Tissue Engineering Part A. 2012 Dec 1;18(23-24):2437-52.selon Google Scholar, il est cité 157 fois[3].
- Waterman RS, Henkle SL, Aline Betancourt AM. La thérapie à base de cellules souches mésenchymateuses 1 (MSC1) atténue la croissance tumorale alors que le traitement par MSC2 favorise la croissance tumorale et les métastases. PLOS ONE. 2012 Sep 20;7(9):e45590. Selon Google Scholar, il est cité 157 fois[3].

## Commercialisation
Betacourt est la fondatrice de Commence Bio, qui a vu le jour en 2010 sous le nom de WibiWorks Therapeutics, Inc. et dont le nom est changé en Commence Bio en 2016. L'entreprise espère développer des traitements contre le cancer et les maladies inflammatoires en utilisant des cellules souches mésenchymateuses. Ses travaux se concentrent sur le redémarrage du système immunitaire des patients à l'aide de MSC1 et MSC2. Elle travaille avec une équipe de recherche comprenant Ruth S. Waterman pour mettre au point la technologie propriétaire STaRT (Stimulated Toll-like Receptor Technology), qui programme les CSM pour qu'elles agissent de manière antitumorale (CSM1) ou anti-inflammatoire (CSM2). Cette technologie tire parti des récepteurs TLR (Toll-Like Receptors), des molécules naturelles que le système immunitaire inné de l'organisme utilise pour détecter les microbes envahisseurs et y répondre. STaRT stimule TLR3 pour générer des cellules MSC2 et TLR4 pour générer des cellules MSC1. Cette plateforme est destinée à être utilisée pour le traitement du cancer et des maladies inflammatoires. Le produit est encore au stade préclinique.
Betacourt est également la fondatrice de VITAbolus fondée en 2018 à San Diego. basée, L'entreprise prévoit de rendre le traitement par cellules souches facilement accessible via des pilules de cellules souches, où les cellules souches anti-inflammatoires sont délivrées directement dans les intestins et le côlon à l'intérieur de capsules protégées Leur projet actuel se veut être la première pilule de cellules souches orale pour la maladie de Crohn. Ils ne sont actuellement qu'au stade préclinique.